# Wilhelm Neumann (Schriftsteller)
Friedrich Wilhelm Neumann (* 8. Januar 1781 in Berlin; † 9. Oktober 1834 in Brandenburg) war ein deutscher Lyriker, Erzähler, Kritiker, Herausgeber und Übersetzer sowie im Hauptberuf Beamter (Intendanturrat) im preußischen Kriegsministerium.

## Jugend und Ausbildung
Wilhelm Neumann wurde als Sohn eines Kaufmanns am 8. Januar 1781 in Berlin geboren und besuchte dort auch das Gymnasium. Beide Eltern starben früh, und der Verwaiste kam als Handelsgehilfe ins Bankhaus Cohen, dessen Besitzer ihn in die Familie aufnahm. 1803 machte er hier die Bekanntschaft von Karl August Varnhagen von Ense, der als Hauslehrer bei den Cohens arbeitete. Eine kleine Erbschaft ermöglichte ihm, in Hamburg mit Varnhagen und August Neander das Akademische Gymnasium und das Johanneum zu besuchen, bei dessen Direktor Johann Gottfried Gurlitt sie alte Sprachen lernten. 1806 zog er mit den beiden Freunden nach Halle und studierte Theologie an der dortigen Universität, bis diese im Herbst 1806 nach studentischen Protesten gegen die französische Besetzung auf Napoleons Befehl geschlossen wurde.
1807 hielt sich Neumann wieder in Berlin auf und unterrichtete als Hauslehrer, während er seine Studien fortsetzte, wobei er sich nun der Kameralwissenschaft widmete. Zu Jahresbeginn 1813 war er als Buchhandelsgehilfe im Unternehmen seines Nordstern-Bundesbruders Julius Eduard Hitzig angestellt.

## Erste literarische Unternehmungen
Dem von Varnhagen und Adelbert von Chamisso gegründeten Nordsternbund war Neumann im Frühjahr 1804 beigetreten. Er beteiligte sich am sogenannten Grünen Musenalmanach und an der polemisch gegen die Kritik Merkels an der Berliner Romantik gerichteten Schrift Testimonia Auctorum, das ist: Paradiesgärtlein für Garlieb Merkel (1806). Mit Varnhagen gemeinsam gab er aus demselben Dichterkreis den Band Erzählungen und Spiele (1807) heraus. Gelungene Parodien auf Johannes von Müller (der hier als „Striezelmeyer“ figuriert) und Jean Paul steuerte er zu dem Kollektivroman Die Versuche und Hindernisse Karls bei, an dem neben Varnhagen auch Friedrich de la Motte-Fouqué und August Wilhelm Bernhardi mitschrieben.
Unter dem Einfluss der Vorlesungen August Wilhelm Schlegels wandte sich Neumann den romanischen Sprachen und Literaturen zu und übersetzte aus dem Italienischen und Französischen.

## Befreiungskriege, Beamtenlaufbahn
Da seine körperliche Konstitution zu schwach war, um als Freiwilliger zu dienen, meldete sich Neumann beim Ausbruch der Befreiungskriege beim Feld-Kriegskommissariat und organisierte als Expedient während dreier Feldzüge die Verpflegung der Truppen, wofür er das Eiserne Kreuz 2. Klasse am weißen Band erhielt. Im August 1815 wurde er zum stellvertretenden Kriegskommissär ernannt und teils in Koblenz, teils in Trier stationiert, wo er Förderung durch den Oberpräsidenten Friedrich zu Solms-Laubach erfuhr.
1818 wurde Neumann als Beamter der Militärverwaltung nach Berlin versetzt und heiratete Doris Mnioch (* 1797; † 21. März 1848), die Tochter des frühverstorbenen Dichters Johann Jakob Mnioch, die ihm fünf Kinder gebar. Im April 1822 wurde Neumann zum Königlichen Intendanturrat bei der Intendantur des dritten preußischen Armeekorps ernannt. 1823 beteiligte er sich an der Sammlung von zeitgenössischen Dichter-Urteilen, die Varnhagen zum 75. Geburtstag von Johann Wolfgang von Goethe unter dem Titel Goethe in den Zeugnissen der Mitlebenden. Beilage zu allen Ausgaben von Goethes Werken veranstaltete.
Um seine große Familie zu ernähren, mit der er in der Lindenstraße 116 wohnte, war er auf literarische Nebentätigkeiten angewiesen.
Kurzzeitig war Neumann Mitglied eines Ausschusses zur Prüfung der für die Königliche Schaubühne eingereichten Bühnenmanuskripte. Bei der Organisation der Berliner Feierlichkeiten zum 60. Geburtstag von Ludwig Tieck am 31. Mai 1833 nahm er eine Führungsrolle ein.